# Enclavegeschiedenis van Baarle

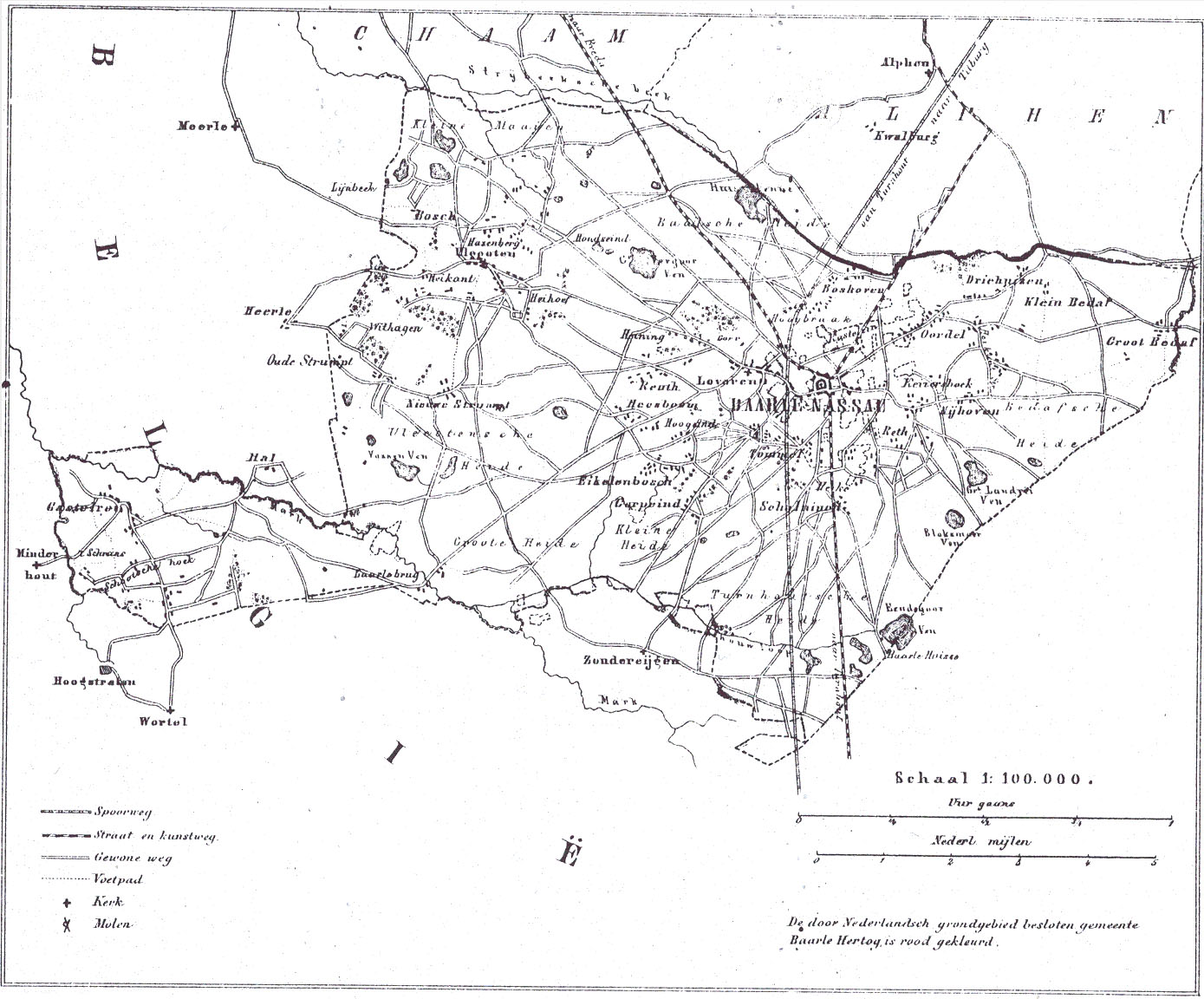
Kaart van Baarle-Nassau in 1868

Dit artikel behandelt de geschiedenis van de enclavekwestie rondom Baarle. Baarle is een dorp in de gemeenten Baarle-Nassau en Baarle-Hertog en is bekend om zijn enclaves en exclaves. Het Belgische Baarle-Hertog bestaat uit tweeëntwintig enclaves. Vijftien daarvan liggen in Baarle, een zestiende enclave ligt in Loveren. Het Nederlandse Baarle-Nassau op zijn beurt telt zeven enclaves in de Belgische enclaves.

## Ontstaan van de enclaves
Vanaf 1190 was Hendrik I, hertog van Brabant. Hij bestuurde het hertogdom vanuit Leuven, later vanuit Brussel. In de tijd dat hij regeerde over het hertogdom, waren verschillende steden aan het groeien. Om opkomende steden te vriend te houden, gaf hij veel steden stadsrechten. In het noorden van Brabant liet hij op een strategisch punt zelfs een stad bouwen, het latere 's-Hertogenbosch. Hierdoor kreeg hij de bijnaam Stedenstichter.
Dirk VII van Holland, graaf van Holland, wilde zijn invloed uitbreiden naar het zuiden. De baronie van Breda was een van zijn eerste keuzes. Hendrik I van Brabant was daarop tegen, omdat hij geen sterke macht als buurman wilde hebben. In Godfried II van Schoten, heer van Breda, zag de hertog een bondgenoot. Na slim onderhandelen erkende Godfried II van Schoten het eigendomsrecht van de hertog over de baronie van Breda. In ruil daarvoor kreeg Godfried stukken land rondom Baarle in leen.
Voor sommige stukken land werd een uitzondering gemaakt. Ze waren op dat moment al aan anderen te leen, of de hertog behield ze zelf omdat hij over ontgonnen en bewoonde stukken land accijnzen kon innen. Daarom bleven die stukjes onder den hertog; de onontgonnen gronden vielen onder Breda. Deze afspraak dateert uit 1198. De gebieden van Baarle die nog onder de Abdij van Thorn vielen, gingen Baarle-onder-Thorn heten. Dit waren met name gebieden in Loveren.
Zo is te verklaren, dat in het centrum van Baarle één grote en een aantal kleine enclaves te vinden zijn. De wat verder weg gelegen enclaves zijn te danken aan eenzame hoeven of akkertjes.

## Hertog Jan III van Brabant
Hertog Jan III van Brabant eigende zich in 1327 de (later zo genoemde) baronie van Breda toe. Hij was in die tijd zowel de hertog van Brabant, als de heer van de baronie. Hij had de mogelijkheid om de enclavekwestie op te lossen, maar deed dat niet. Wel gaf hij in deze tijd Baarle-onder-Breda een eigen schepenbank.
In 1363 kwam Baarle-Hertog bij het Land van Turnhout, dat in 1347 door Jan III van Brabant aan zijn dochter Maria werd geschonken. Er ontstonden nu grenzen tussen Baarle-Hertog en Baarle-onder-Breda. Deze grenzen zouden in 1995 rijksgrenzen worden.

## Ruzie tussen Baarle-onder-Breda en Baarle-Hertog
Nu was Baarle verdeeld in een gedeelte onder de Hertog, in een gedeelte Baarle-onder-Thorn, en in een gedeelte onder Breda. Lang waren er geen noemenswaardige problemen, maar de echte problemen ontstonden rond 1400. Alle wegen van Baarle waren onderhevig aan de heer van Breda. De inwoners van Baarle-onder-Breda betaalden de heer van Breda jaarlijks een vast bedrag om gebruik te mogen maken van de wegen en de heidevelden. Ook waren ze verantwoordelijk voor het onderhoud van de wegen. De inwoners van Baarle-Hertog gingen illegaal gebruikmaken van de wegen en heidevelden van Baarle-onder-Breda. Ook betaalden ze niet mee aan het onderhoud van de wegen. Dit ergerde de inwoners van Baarle-onder-Breda, die zich vanaf 1404 naar de heer van Breda Engelbrecht I van Nassau-Siegen gingen noemen. De inwoners van Baarle-Nassau ontzegden de inwoners van Baarle-Hertog de toegang tot hun wegen, waarop Baarle-Hertog de inwoners van Baarle-Nassau de toegang tot de door Hilsondis gestichte Sint-Remigiuskerk ontzegden. De Nassauers besloten toen een eigen kerk te bouwen: de Sint-Salvatorkapel bij Nijhoven. Pas in 1479 maakte Engelbrecht II van Nassau een einde aan deze ruzie. Hij gaf alle inwoners van Baarle dezelfde rechten, waardoor ook de inwoners van Baarle-Hertog door de straten van Baarle-Nassau mochten lopen. Voorwaarde was dat iedereen evenveel betaalde aan de heer van Breda.

## Na de Tachtigjarige Oorlog
In 1648 werd de Vrede van Münster getekend, waarbij de Republiek der Zeven Verenigde Nederlanden definitief werd losgemaakt van Spanje. De Zuidelijke Nederlanden bleven nog onder Spaans bewind. De grens tussen de Republiek en de Zuidelijke Nederlanden werd bepaald door de frontsituatie op dat moment. Het Land van Turnhout viel nog onder Spaans bewind, en daarmee ook Baarle-Hertog.
Prins Willem II van Oranje eiste kort na de Vrede van Münster alle kerken en de kerkelijke goederen op in de Republiek. Zo ook van de kerk van Baarle-Nassau en de Sint-Salvatorkapel bij Nijhoven. Op 2 juli 1648 werd de kerk in beslag genomen en gesloten. Het interieur werd gesloopt. Eén beeld is gespaard gebleven - al was het op het nippertje. Een van de vandalen wilde het houten beeld van een gekruisigde Jezus Christus met een bijl aanvallen. Maar bij de eerste slag bezeerde hij zich en kon geen verdere arbeid op het beeld verrichten. Het beeld werd vervolgens ondergebracht in de Sint-Remigiuskerk van Baarle-Hertog, waar het nog steeds te zien is. Ten tijde dat er nog een processie door Baarle rondtrok, kreeg dit beeld een plaats. De kerk werd voortaan door protestanten gebruikt, maar was veel te groot voor het handjevol protestanten uit Baarle. De hervormde kerk van Chaam werd de streekkerk.
Ook de Sint-Remigiuskerk werd opgeëist door drossaard Daniel Buyx. De pastoor van Baarle-Hertog, Van Herdegom, verhinderde dit. Hij beweerde dat de kerk op grondgebied van Baarle-Hertog stond, waar Buyx geen zeggenschap had. Amalia van Solms was in deze periode de vrouwe van Turnhout, maar ook de vrouwe van Breda. In deze kwestie trok ze openlijk partij voor de Zuidelijke Nederlanden. Zij steunde pastoor Van Herdegom, door te zeggen, dat de kerk inderdaad in Baarle-Hertog stond. Hierdoor bleef de katholieke kerk van Baarle gespaard. De enclavekwestie rond Baarle was hiermee voorlopig afgewend, al bleef de druk bestaan.
In Den Haag was men niet blij met het feit dat het protestante geloof geen voet aan de grond kreeg in Baarle. Er werd een nieuwe aanval ingezet. De schouten van Baarle die werden aangesteld, waren allemaal gereformeerd. Een van hen liet in 1694 de bomen van het kerkhof van de Sint-Remigiuskerk omhakken. Hij wilde hiermee een proces uitlokken met als doel om tijdens dat proces zeggenschap te krijgen over de parochie van Baarle-Hertog, en daarmee ook over de gemeente. Na fel protest vanuit Baarle-Hertog werd de schout door de heren van de Rekenkamer in het ongelijk gesteld.
Van 1728 tot 1784 was ene Floris van Gils schout in Baarle-Nassau. Hij haalde het bloed onder de nagels van het bestuur en de inwoners van Baarle-Hertog. Zo kreeg pastoor Van Griensven een boete, omdat hij op grondgebied van Baarle-Nassau een stervende schepen bijstond. Vanaf 1754 mochten de 'Belgische' pastoors zich niet meer op grondgebied van Baarle-Nassau begeven. Het Heilig Sacrament mocht niet meer door een 'Belgische' pastoor toegediend worden aan personen uit Baarle-Nassau.
Het frustrerende optreden van de calvinistische schouten van Baarle-Nassau leek als stimulans te werken op de beide gemeentebesturen van Baarle om een samenwerkingsverband aan te gaan. Zo zien we dat de vergoeding van de schoolmeester in 1687 voor een gedeelte door Baarle-Nassau werd betaald, het andere gedeelte werd betaald door Baarle-Hertog. In 1694 werd de Sint-Remigiuskerk getroffen door de bliksem en brandde geheel af. Baarle-Nassau droeg vijfenzeventig procent van de restauratie. In 1729 kreeg Baarle te maken met nog maar één Armenbestuur.

## Oplossen van de enclavekwestie

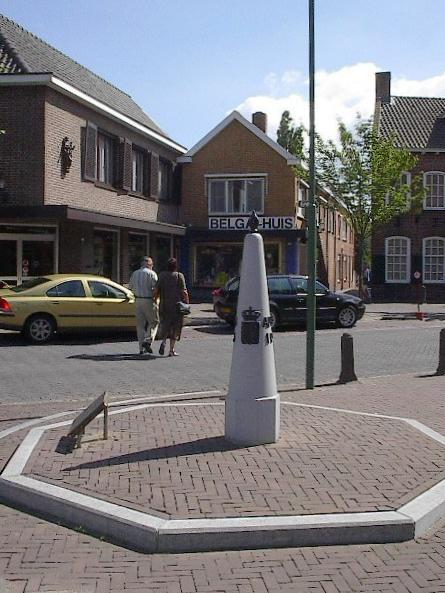
De symbolische grenspaal op het Kerkplein in Baarle.

Aan het eind van de achttiende eeuw maakte keizer Jozef II ook in Baarle de dienst uit. Hij had een voorstel om de enclavekwestie op te lossen. Baarle-Hertog zou bij de Republiek behoren, terwijl Ulicoten en Castelré naar de Zuidelijke Nederlanden zouden gaan. Zijn plan werd nooit uitgevoerd. De bewoners van Baarle lieten zich horen, maar ook de Franse Revolutie zorgde voor zoveel onrust dat Jozef II zijn handen vol had aan die kwestie.
Ook tijdens het Eerste Franse Keizerrijk was het niet mogelijk gebleken om de enclavekwestie op te lossen. Er werden toen wel gebieden met elkaar geruild. Zo werden bijvoorbeeld het Land van Ravenstein, en de heerlijkheden Megen, Boxmeer, Gemert en het graafschap Bokhoven geruild voor gebieden die vervolgens Frans werden. Voor Baarle-Hertog en Luyksgestel ging de overdracht op dat moment niet door.
Bij het Congres van Wenen werd bepaald, dat de Lage Landen weer samen moesten gaan en dat ze één land moesten vormen. Zo zouden ze een krachtig tegenwicht vormen voor de grootmachten Frankrijk en de Duitse Bond. Prins Willem VI, de zoon van de laatste stadhouder, werd koning Willem I van het Verenigd Koninkrijk der Nederlanden. In 1830 kwamen de Belgen in opstand. Dit leidde door de Belgische Revolutie tot een onafhankelijk België.
Wel stelde koning Willem I geografisch orde op zaken. Her en der verhuisden gemeenten van de ene provincie naar de andere. Lommel bijvoorbeeld werd Limburgs, terwijl Luyksgestel bij de in 1815 opgerichte provincie Noord-Brabant kwam. Voor Baarle ging ook nu de herinrichting niet door. De provinciebesturen in Antwerpen en 's-Hertogenbosch bleven eindeloos touwtrekken, zodat geen oplossing werd gevonden voor de enclaves.
Na de erkenning van de onafhankelijkheid van België in 1839 keerde de rust terug. De grens tussen Nederland en België moest bepaald worden en weer kwam de kwestie van Baarle om de hoek kijken. Voorstellen om de enclavekwestie op te lossen, werden in het Verdrag van Maastricht vooruit geschoven.
Ook in 1865 kwam de opheffing van de enclaves ter sprake. Op uitnodiging van Nederland zou België komen overleggen, maar het duurde nog tien jaar voordat er goede onderhandelaars gevonden waren. In 1882 kwam een oud voorstel van vlak voor de Belgische Opstand weer boven tafel: de enclaves zouden geruild worden met Castelré en Ulicoten. Ook nu werd dit voorstel door Nederland afgewezen.
In 1892 boog men zich opnieuw over dit voorstel, maar alleen de bewoners van Castelré waren tevreden. Omdat Castelré toch al gericht was op het Belgische Minderhout vonden zij het niet erg om bij België te behoren. Zowel de inwoners van Ulicoten als van Baarle-Hertog schreven brieven naar hun vorst, respectievelijk koningin-regentes Emma van Waldeck-Pyrmont en Leopold II van België.
Daarna vonden nog verschillende pogingen plaats om de enclavekwestie op te lossen, onder andere door Frank Houben. De burgemeester van Baarle-Hertog verweet Houben vervolgens bestuurlijke onbekwaamheid, omdat deze had moeten weten dat er al voorbereidingen waren gedaan om de enclavegrenzen op te waarderen tot rijksgrens van België en rijksgrens van Nederland. Dit proces werd in 1995 afgerond.

## Verzelfstandiging van de beide Baarles

### Onderwijs
Het vorstendom Thorn werd bij de vorming van het Verenigd Koninkrijk der Nederlanden in 1815 opgeheven, nadat de Abdij van Thorn al in 1797 was opgeheven. De gebieden Baarle-onder-Thorn werden bij Baarle-Nassau gevoegd. Vanaf deze periode proberen de beide Baarles de zelfstandigheid op kerkelijk - zowel als bestuurlijk gebied te vergroten. Baarle-Nassau opende in 1858 een eigen openbare school. Hiermee kwam een eind aan de gemeenschappelijke volksschool in Baarle. De meisjes van de beide Baarles kregen nog wel gezamenlijk les. De zusters franciscanessen van Herentals vestigden zich in Baarle-Hertog en verzorgden de katholieke lessen voor de meisjes. Pas toen de zusters dominicanessen in 1916 een meisjesschool begonnen, kregen ook de meisjes van Baarle-Nassau "afzonderlijk" les.

### Kerk

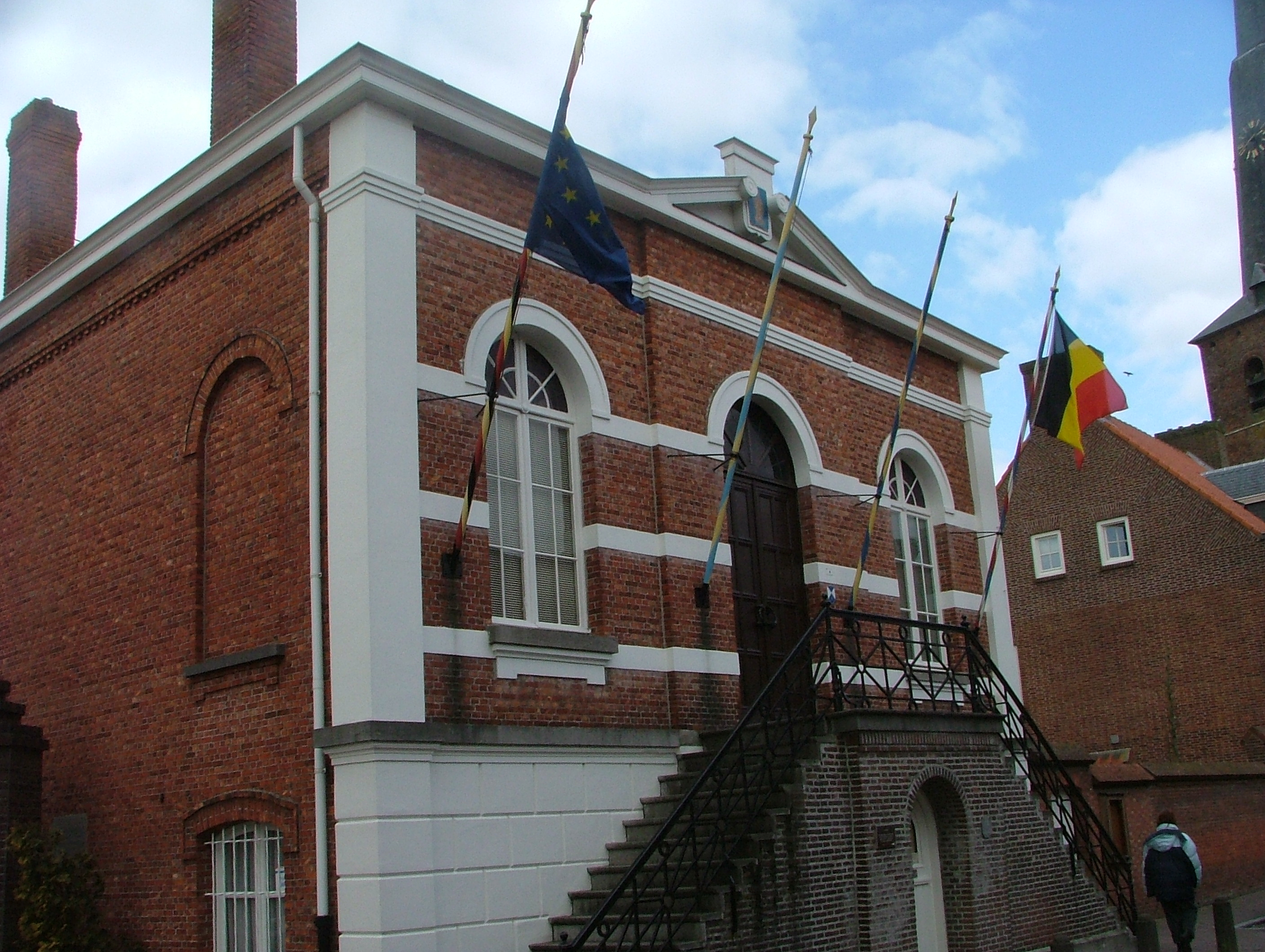
Voormalig gemeentehuis Baarle-Hertog

In 1860 kwam er een scheuring in de parochie van Baarle. Tot dan was de Sint-Remigiuskerk de kerk voor heel Baarle. Maar nu wilden de inwoners van Baarle-Nassau weer een eigen kerk en een eigen parochie. De aanleiding hiervoor was het salaris voor de pastoor. Hiermee kwam ook een eind aan de situatie dat de dienstdoende priester beurtelings door het aartsbisdom Mechelen-Brussel en het bisdom Breda werd aangewezen.
Het is kenmerkend, dat twee katholieke kerken werden gebouwd op zo'n korte afstand van elkaar. In Baarle-Nassau werd de parochie Onze Lieve Vrouw van Bijstand opgericht. Aan de Nieuwstraat werd de Onze-Lieve-Vrouw-van-Bijstandkerk gebouwd. Deze kerk was in 1879 gereed. Een jaar eerder betrad het gemeentebestuur van Baarle-Hertog voor het eerst haar eigen gemeentehuis.

## Eerste Wereldoorlog

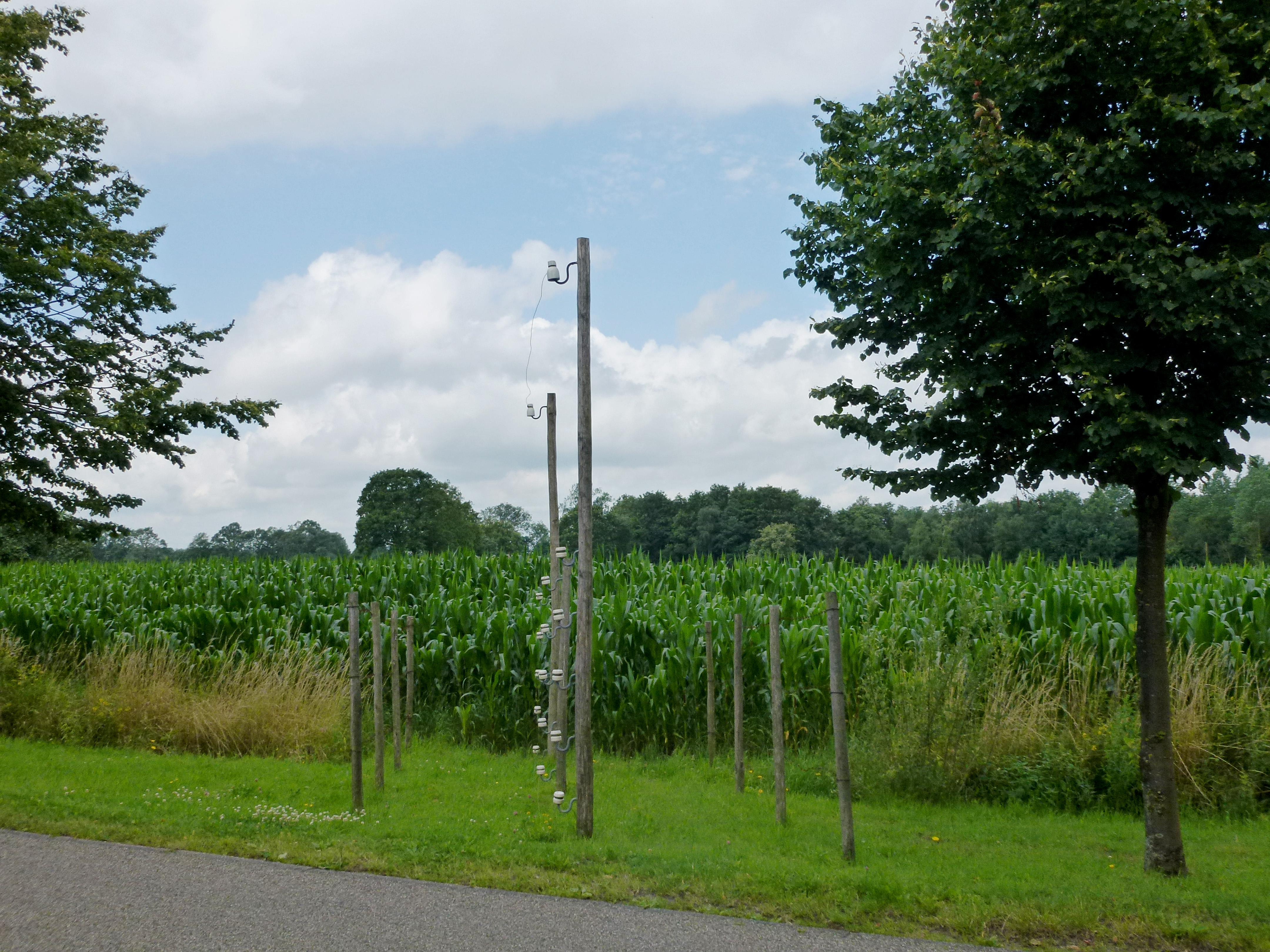
De Dodendraad bij Zondereigen

Tijdens de Eerste Wereldoorlog van 1914 tot 1918 was het Belgische gedeelte van Baarle van grote betekenis, maar ook het Nederlandse gedeelte had ondanks de neutraliteit van Nederland een rol tijdens de oorlog. De Duitsers konden de Belgische enclaves niet bereiken, zonder de Nederlandse neutraliteit te schenden. Voor Baarle-Hertog ontstonden er mogelijkheden. In een van de enclaves werd een geheim station voor draadloze telegrafie geïnstalleerd. Onderdelen ervan werden naar de enclave gesmokkeld. De Nederlandse regering was hiervan niet op de hoogte; men zou het nooit hebben toegestaan, uit vrees de neutraliteit te verliezen. Op 17 oktober 1915 kwam de eerste verbinding tussen het verzet en het IJzerfront tot stand.
In de ogen van de Duitsers werden de onbezette Belgische enclaves een haard van verzet. Om haar neutraliteit te demonstreren liet de Nederlandse regering rond de dorpskern van Baarle een vijf kilometer lange afrastering van kippengaas aanleggen, met daarin zeven streng bewaakte toegangspoorten. Tussen april en augustus 1915 hadden de Duitsers al een hoogspanningsdraad langs de rijksgrens van België gespannen. Op deze draad stond een spanning van ten minste 2000 volt. De draad werd daarom ook wel de dodendraad genoemd. Deze draad had als doel om de toenemende smokkel een halt toe te roepen, maar had ook als gevolg, dat de raadsleden van Baarle-Hertog die in Zondereigen huisden, hun functie niet konden uitoefenen.
Naast Baarle had ook Castelré last van deze draad. De afstand naar het centrum van Baarle bedroeg zo'n 12 kilometer, daarom gingen de mensen in het Belgische Minderhout naar de kerk en de kinderen uit Castelré gingen daar naar school. Door de draad konden ze niet meer naar Minderhout, maar de kerk en school in Baarle lagen te ver van Castelré. De Nederlandse regering plaatste een noodgebouw in Castelré, waardoor er naar de kerk gegaan kon worden en de kinderen naar school konden.

### Anekdotes uit de Eerste Wereldoorlog
- Een zekere Nijs vervoerde met zijn kruiwagen steenkolen naar het clandestiene zendstation. Op de weg waar hij liep werd hij door een Nederlandse patrouille aangehouden. De patrouille wilde de steenkolen in beslag nemen, maar Nijs beweerde dat hij op Belgisch grondgebied liep en ging demonstratief op de kruiwagen zitten. De patrouille hield ook voet bij stuk. De soldaten waarschuwden een Belgische en een Nederlandse gezagsdrager. Deze bogen zich ter plekke over de situatie en raadpleegden kaarten van het kadaster. Het bleek dat Nijs inderdaad op Belgisch grondgebied liep en wel op een afstand van 40 centimeter van de grens. Nijs kon vervolgens doorlopen.
- In een van de Belgische enclaves werd op een dag een Duitse spion aangehouden en gearresteerd. Deze spion was in het bezit van fotomateriaal en een verrekijker. Hij werd opgesloten in het gemeentehuis van Baarle-Hertog en de regering van België werd verwittigd. Om problemen met de Nederlanders te voorkomen, besloot de Belgische regering de spion vrij te laten en van het Belgisch grondgebied te verdrijven. Dit gebeurde ook, maar pas nadat de Nederlandse autoriteiten waren gewaarschuwd. De Duitse soldaat werd door de Belgen vrijgelaten en stak vervolgens de straat over. Hier werd hij door de Nederlandse politie gearresteerd. Dankzij deze Duitser kon een netwerk van Duitse spionnen opgerold worden, die vanaf Nederlands grondgebied opereerden.

## Tweede Wereldoorlog
Tijdens de Tweede Wereldoorlog was Nederland niet neutraal. De Duitsers hadden ook Nederland bezet, zo ook het Nederlands gedeelte van Baarle. De Duitsers vonden de enclavesituatie vanaf het begin onzinnig, maar wilden zich er aanvankelijk niet mee bemoeien. De omvang van fraude en vooral smokkel van waardepapieren was ze echter een doorn in het oog. Op 25 juli 1944 besloten de Duitsers om de enclaves van Baarle-Hertog onder het Nederlandse douane- en deviezenrecht te plaatsen, ongeacht tot welk land ze behoren. De inwoners van Baarle kwamen hierop in opstand, waardoor de uitvoering van deze maatregel niet mogelijk was. Enkele dagen na de invoering werden de maatregelen weer teruggedraaid.

## Proeftuin van Europa

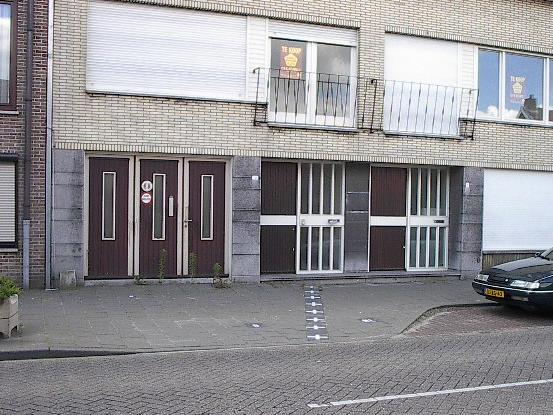
Het huis in Baarle aan de Chaamseweg waarbij de grens door de voordeur loopt. Op de stoep is de grens gemarkeerd.

Talrijk waren de pogingen om de enclavekwestie op te lossen. Elke keer mislukte dit, doordat in het bijzonder de kerkelijke en de gemeentelijke leiders zich verzetten. Maar ook de bevolking liet van zich horen. Na de Tweede Wereldoorlog werden de beide Baarles bedreigd door een ander fenomeen, de gemeentelijke herindelingen in België en Nederland. Ook deze strijd tegen het verlies van de eigen autonomie werd gewonnen door de beide Baarles. In 1977 won Baarle-Hertog, Baarle-Nassau won de strijd in 1996.
Nu de Baarles zelfstandig bleven, kwamen er andere problemen om de hoek kijken. In de gemeenteraad van Baarle-Nassau was er één lokale politieke partij die zich voor de zelfstandigheid van Baarle-Nassau uitsprak mits de regering de specifieke problematiek erkende en financiële steun zou geven. Dit gebeurde echter niet en nu rees de vraag of beide gemeenten wel groot genoeg waren om zelfstandig door te blijven gaan. De gemeenten grepen elke gelegenheid aan om de politieke bestuurders naar Baarle te lokken, om te laten zien hoe mooi en waardevol het was in Baarle, maar ook om te laten zien hoe veeleisend het er was.
Na 1996 werd duidelijk dat er iets moest gebeuren met de enclaveproblematiek. Een formele oplossing diende te komen om de bestuurbaarheid van de beide Baarles ook op de lange termijn te handhaven. De enclavegrenzen waren in 1995 opgewaardeerd tot Rijksgrenzen. Dit vergemakkelijkte de problematiek zeker niet. Zowel Baarle-Hertog als Baarle-Nassau vond uiteindelijk een oplossing in de Beneluxovereenkomst uit 1986.

### Beneluxovereenkomst inzake grensoverschrijdende samenwerking
In 1980 had de Raad van Europa al besloten dat de lidstaten onderlinge verdragen moesten afsluiten om de grensoverschrijdende samenwerking te vergemakkelijken. Ook werd door de Raad besloten dergelijke samenwerkingen aan te moedigen. De Beneluxovereenkomst vloeide hieruit voort. De drie vormen van samenwerking die in de overeenkomst werden vastgelegd, waren:
1. De administratieve aanpak.
2. Het gemeenschappelijk orgaan.
3. Het openbaar gebeuren.

Voor Baarle werd besloten om een gemeenschappelijke overeenkomst aan te gaan.

### Gemeenschappelijk Orgaan Baarle
De Werkgroep Baarle werd in 1996 in het leven geroepen onder leiding van de Benelux Economische Unie. De deelnemende partijen in deze waren de provincies Antwerpen en Noord-Brabant, zowel de Nederlandse als de Belgische ministeries van Binnenlandse Zaken, de Vlaamse Gemeenschap en de gemeenten Baarle-Nassau en Baarle-Hertog. Door deze werkgroep werd de conclusie getrokken, dat het Gemeenschappelijk Orgaan Baarle het meest geschikt zou zijn om de problematiek te behandelen. Na goedkeuring door de beide gemeenteraden, trad het Orgaan in 1998 in werking. De samenwerking moest wel rekening houden met de wetgevingen van zowel België als Nederland.
Hierdoor moeten ook nu nog de beide Baarles goed samenwerken. De samenwerking is niet geheel op vrijwillige basis, maar het is bittere noodzaak. Wel geldt deze samenwerking als proeftuin voor de Europese Unie. Nergens moet men zo samenwerken om de gemeenschap te kunnen besturen zonder zelf ten onder te gaan, als dat in Baarle gebeurt.